# Antonín Šolc (fotbalista)
Antonín Šolc (16. června 1928 – 5. ledna 1996) byl český fotbalista, útočník. Na Kladně působil i jako trenér a sekretář.

## Fotbalová kariéra
Začínal v Satalicích, v lize hrál za ATK Praha, Jiskru Liberec a Baník/SONP Kladno. V československé lize nastoupil ve 126 utkáních a dal 27 gólů.

## Ligová bilance
| Ročník                                    | Zápasy | Góly | Klub           |
| ----------------------------------------- | ------ | ---- | -------------- |
| Mistrovství československé republiky 1951 | -      | 5    | ATK Praha      |
| Přebor československé republiky 1955      | -      | 4    | Jiskra Liberec |
| 1. československá fotbalová liga 1956     | -      | 1    | Baník Kladno   |
| 1. československá fotbalová liga 1957/58  | -      | 6    | Baník Kladno   |
| 1. československá fotbalová liga 1960/61  | -      | 5    | Baník Kladno   |
| 1. československá fotbalová liga 1961/62  | -      | 6    | SONP           |
| 1. československá fotbalová liga 1962/63  | -      | 0    | SONP           |
| CELKEM                                    | 126    | 27   |                |